# Sandbach (Vilshofen an der Donau)
Sandbach ist ein Gemeindeteil der Stadt Vilshofen an der Donau im niederbayerischen Landkreis Passau.

## Lage
Das Pfarrdorf Sandbach liegt am rechten Ufer der Donau acht Kilometer östlich von Vilshofen und 14 Kilometer westlich von Passau an der Mündung des Sandbachs in die Donau.

## Geschichte
Die erste Erwähnung Sandbachs erfolgte um 950, als der Adelige Diotrich den Ort an den Bischof von Passau vertauschte. Im 12. Jahrhundert besaßen die Herren von Kamm, die späteren Grafen von Hals, den Ort, bis er 1375 von den Grafen von Ortenburg geerbt wurde. Bereits 1379 wird die Donaufähre Sandbach, die hier die Donau überquert, erstmals erwähnt. Durch Verpfändung (1379) und späteren Verkauf (1381 und 1385) erwarb das Herzogtum Bayern Sandbach, das zunächst der Herrschaft Dießenstein unterstand. Seit 1562 gehörte die Obmannschaft Sandbach im Amt Heining zum Landgericht Vilshofen. Die Weiler und Einöden um Sandbach waren von 1283 bis 1803 im Besitz der Grafschaft Neuburg.
1818 wurde die Ruralgemeinde Sandbach gebildet. Der weitaus größere westliche Teil wurde 1821 als Gemeinde Zeitlarn abgetrennt. Stattdessen kam 1821 die Gemeinde Seestetten zu Sandbach. 1831 wurde die Gemeinde Sandbach vom Landgericht Vilshofen an das Landgericht Passau II abgetreten.
Um 1840 zählte Sandbach 17 Anwesen. Die Bevölkerung bestand aus Groß- und Kleinbauern, Mühlen- und Gasthofbesitzern, Handwerkern, Schiffern, Flößern und Fährleuten. Vor der Aufstauung der Donau durch das Kraftwerk Kachlet westlich von Passau ab 1927 war in der Donau bei Sandbach die gefährlichste Stelle des von Felsen durchsetzten Kachlet, das von Hofkirchen bis Schalding rechts der Donau reichte.
Von der Ortsmitte Sandbachs führt die alte Poststraße von Vilshofen über den Kaspernberg zum Neuburger Wald nach Passau. Lange Zeit war dies die einzige Straßenverbindung nach Passau, weil östlich von Seestetten die steil in die Donau abfallende sechs Kilometer lange Löwenwand den direkten Weg entlang des Flusses versperrte. Erst 1823 wurde entlang der Donau eine Straße, die jetzige Bundesstraße 8, und 1860 die Bahnstrecke Regensburg–Passau eröffnet.
Sandbach war in kirchlicher Hinsicht Filiale und seit 1886 Expositur der Pfarrei Holzkirchen. 1921 wurde die Pfarrei Sandbach gebildet. Die politische Gemeinde Sandbach blieb unverändert, bis sie am 1. Mai 1978 im Zuge der Gebietsreform in Bayern aufgelöst wurde. Ein Teil kam zu Vilshofen, der andere zum Markt Windorf. Heute hat die ehemalige Gemeinde Sandbach knapp über 1250 Einwohner.

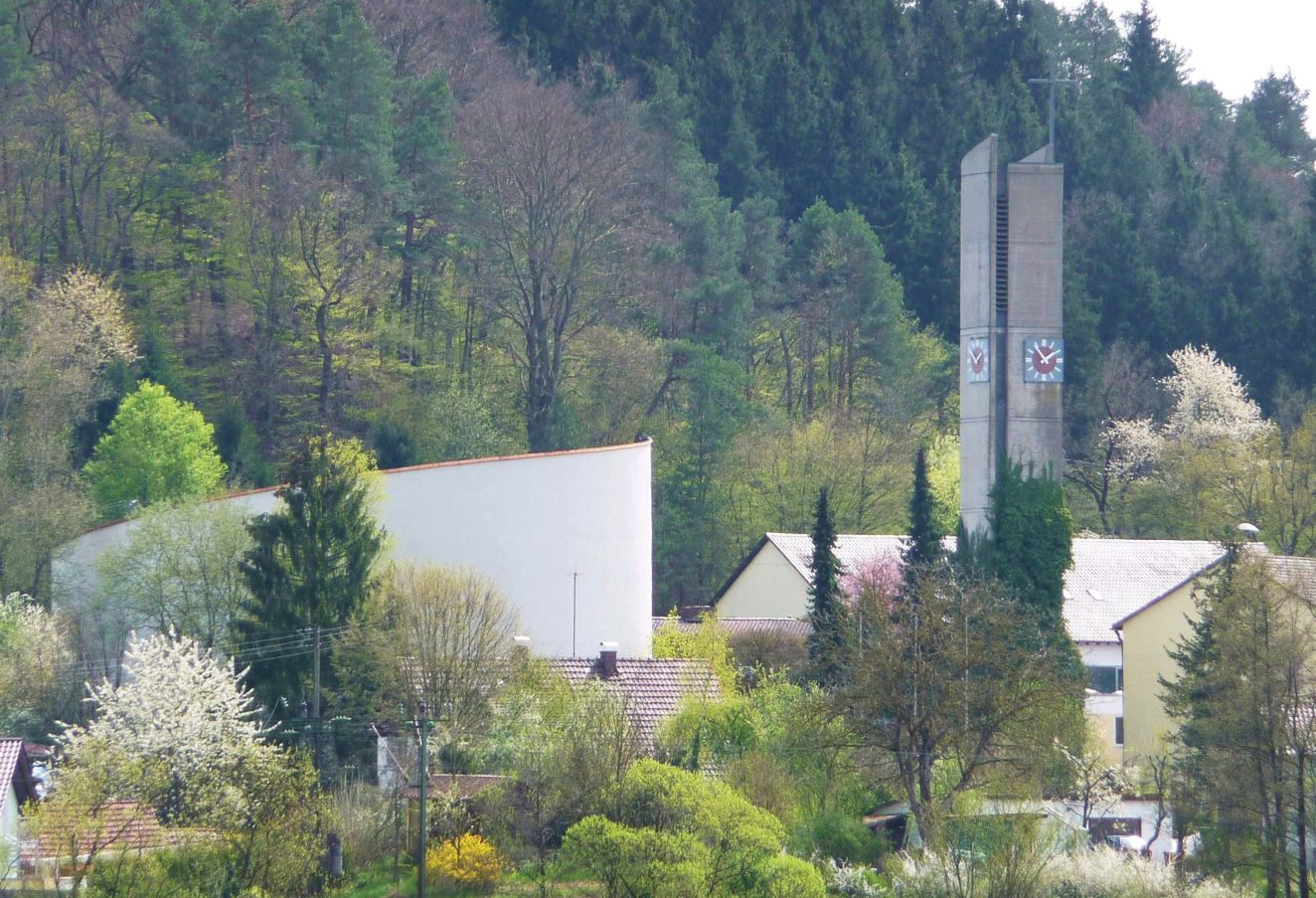
Die Pfarrkirche Hl. Dreifaltigkeit

## Sehenswürdigkeiten
- Die Pfarrkirche Hl. Dreifaltigkeit wurde 1969 bis 1970 nach den Plänen von Otto Linder und E. Lenz erbaut.
- Die Nebenkirche St. Nikolaus und St. Martin, ehemals Pfarrkirche, ist ein kleiner gotischer Bau mit neugotischem Altar.

## Bildung und Erziehung
- Schule Sandbach (Grundschule), erbaut 1958. Seit 1996 ist sie Außenstelle der Grundschule Ritter Tuschl in Vilshofen.
- Kindergarten Sandbach St. Nikolaus